# Rechodes fungosus
Rechodes fungosus is een keversoort uit de familie somberkevers (Zopheridae). De wetenschappelijke naam van de soort werd in 1868 gepubliceerd door Léon Marc Herminie Fairmaire.